# Maladera boettcheri
Maladera boettcheri är en skalbaggsart som beskrevs av Moser 1926. Maladera boettcheri ingår i släktet Maladera och familjen Melolonthidae. Inga underarter finns listade i Catalogue of Life.